# Paula von Freymann
Paula von Freymann, född 1939 i Helsingfors, är en finlandssvensk keramiker.
Freymann arbetade 1962–1964 vid Rörstrands porslinsfabrik, 1964–1966 vid Uppsala-Ekeby och 1966–1972 vid Steninge Lervarufabrik och formgav trädgårdskeramik och konstkeramik. Från 1972 innehade hon en egen keramisk verkstad i Uppsala. Paula von Freymann har utfört offentliga utsmyckningar för Steninge AB och Arlanda-hotellet i Märsta.